# Hucisko Przybyszowskie
Hucisko Przybyszowskie [pronunciación en polaco: /xuˈt͡ɕiskɔ pʂɨbɨˈʂɔfskʲɛ/] es un pueblo ubicado en el distrito administrativo de Gmina Kobiele Wielkie, dentro del distrito de Radomsko, voivodato de Łódź, en Polonia central. Se encuentra aproximadamente a 4 kilómetros al oeste de Kobiele Wielkie, a 10 kilómetros al sureste de Radomsko, y a 84 kilómetros al sur de la capital regional Łódź.